# تپه یاشیل
تپه یاشیل مربوط به هزاره اول قبل از میلاد - سده‌های متاخر دوران‌های تاریخی پس از اسلام است و در شهرستان ورزقان، بخش مرکزی، دهستان ازومدل جنوبی، ۲ کیلومتری ضلع شمال شرقی روستای یاشیل واقع شده و این اثر در تاریخ ۲۷ بهمن ۱۳۸۷ با شمارهٔ ثبت ۲۴۶۹۰ به‌عنوان یکی از آثار ملی ایران به ثبت رسیده‌است.